# Biriussinsk
Biriussinsk (en rus Бирюсинск) és una ciutat de l'óblast d'Irkutsk, a Rússia. Es troba a la vora dreta del riu Biriussà, a 682 km al nord-oest d'Irkutsk i a 12 km de Taixet.
La vila es començà a construir a partir del 1961 per acollir el personal d'una fàbrica de paper i de cel·lulosa. Aconseguí l'estatus de ciutat el 1966.